# Liste der Monuments historiques in Pommerit-le-Vicomte
Die Liste der Monuments historiques in Pommerit-le-Vicomte führt die Monuments historiques in der französischen Gemeinde Pommerit-le-Vicomte auf.

## Liste der Bauwerke
| Bezeichnung                 | Beschreibung                                               | Standort | Kennzeichnung | Schutzstatus | Datum | Bild           |
| --------------------------- | ---------------------------------------------------------- | -------- | ------------- | ------------ | ----- | -------------- |
| Schloss Restmeur            |                                                            | (Lage)   | PA22000006    | Inscrit      | 1997  |                |
| Motte du moulin de Pommerit | Motte                                                      | (Lage)   | PA00135354    | Inscrit      | 1995  |                |
| Kirche Notre-Dame           | Erbaut im 17. Jahrhundert                                  | (Lage)   | PA00089537    | Inscrit      | 1926  | weitere Bilder |
| Chapelle du Paradis         | Kapelle Notre-Dame und Calvaire, erbaut im 16. Jahrhundert | (Lage)   | PA00089536    | Classé       | 1912  | weitere Bilder |

## Liste der Objekte

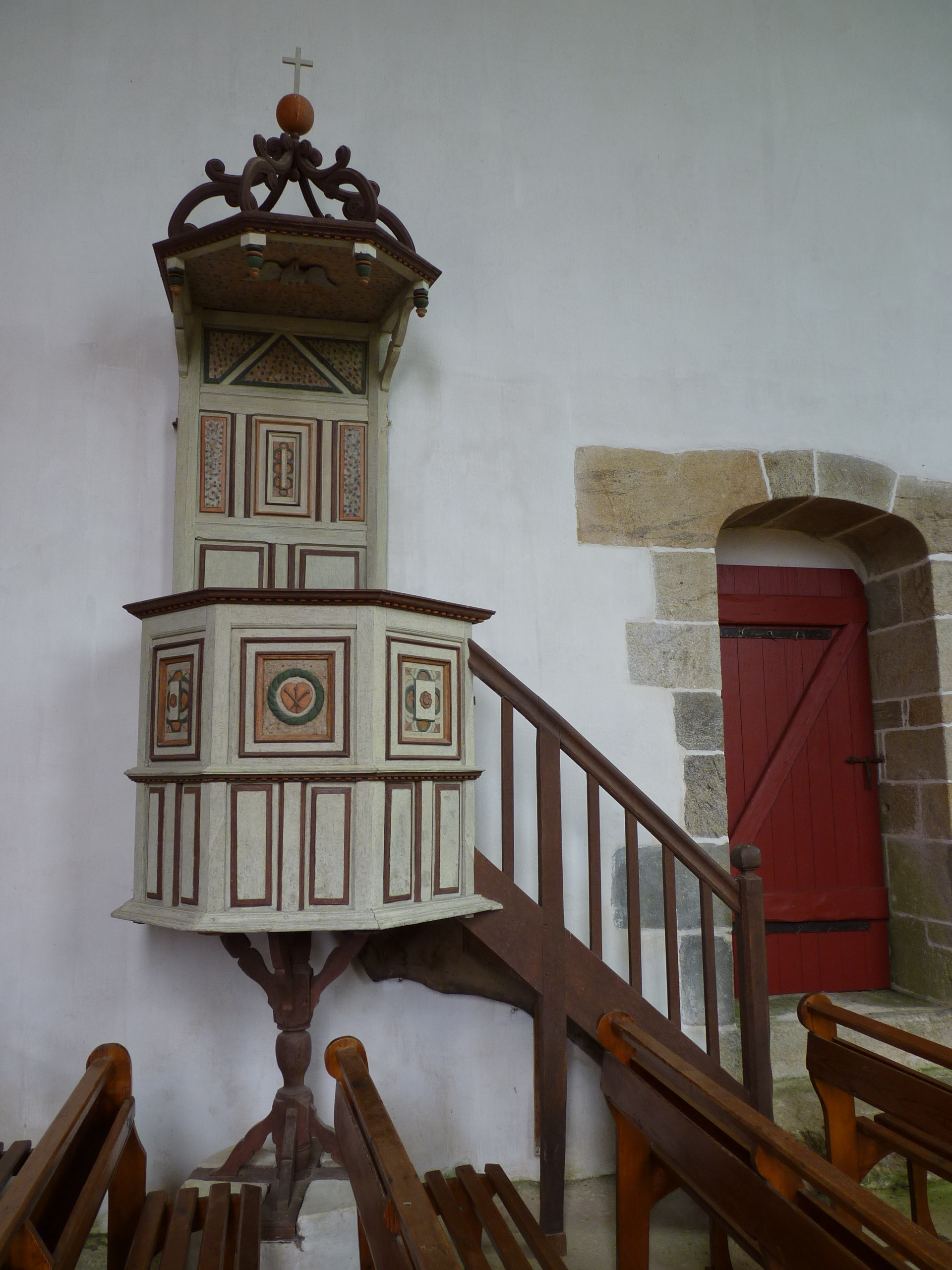
Kanzel (17. Jahrhundert) in der Kapelle Notre-Dame

- Monuments historiques (Objekte) in Pommerit-le-Vicomte in der Base Palissy des französischen Kultusministeriums